# Duits Formule 3-kampioenschap
Het Duitse Formule 3-kampioenschap was het nationale Formule 3-kampioenschap van Duitsland (en voorheen West-Duitsland). In 2003 werd het kampioenschap samengevoegd met het Franse Formule 3-kampioenschap om de Formule 3 Euroseries te vormen. Waar het Franse kampioenschap werd opgeheven, ging het Duitse kampioenschap verder onder de officiële naam ATS Formel 3 Cup. Dit kampioenschap hield na 2014 op te bestaan, nadat de FIA de Formule 3-reglementen aanscherpte, waardoor het Duitse kampioenschap officieel niet meer de Formule 3-naam mocht dragen. Desondanks werd er geprobeerd om het kampioenschap te laten rijden onder de naam German Formula Open, maar dit plan mislukte.
Vele bekende coureurs zijn ooit uitgekomen in deze klasse. Zo kent de klasse kampioenen als Michael Schumacher, Jos Verstappen, Jarno Trulli, Nick Heidfeld en Christijan Albers, die allemaal ook in de Formule 1 zijn uitgekomen. Ook Tom Kristensen, Bas Leinders en Gary Paffett zijn bekende kampioenen met een grote carrière.

## Auto
De meeste auto's werden geleverd door Dallara. Voorheen werden er ook chassis' geleverd door Lola, Signature en Mygale. In 2006 werd er voor enkele raceweekenden bij wijze van experiment een vierde leverancier geïntroduceerd met Ligier, in een auto bestuurd door Nico Hülkenberg. Er waren verschillende motorleveranciers, waaronder Mercedes-Benz, Volkswagen, Mugen-Honda, Spiess-Opel en TOM'S-Toyota.
- Motor: Zuigermotoren, maximaal 4 cilinders, maximaal 2000cc.
- Banden: Yokohama, 2 sets slicks per weekend.
- Wielen: Voor 9x13, achter 10.5x13.
- Minimumgewicht: 550 kg, inclusief vloeistoffen en coureur.
- Brandstof: Shell Super Plus (ongelood). Niet bijtanken tijdens training, kwalificatie en race.
- Versnellingsbak: Maximaal 6 versnellingen.